# Бэнкс (английский дворянский род)
Бэнкс (Банкс, англ. (the) Banks, множ. число также (the) Bankeses) — в прошлом дворянский род, семья аристократов из графства Дорсет в Англии, насчитывавшая более 400 лет своей истории. У них были крупные земельные владения по всему Дорсету и они внесли значительный вклад в историю государства и развитие страны.

## Постройки
Первой резиденцией семьи был замок Корф (англ. Corfe Castle), разрушенный в английскую Гражданскую войну XVII века (Английская революция), когда Бэнксы, бывшие роялистами (сторонниками короля, именовавшимся кавалерами, англ. Cavaliers), подверглись в своем замке осаде войск Парламента, противостоявших королевским. По возвращении к власти в Англии короля Карла II Бэнксы снова стали играть заметную роль в политике. Их новая усадьба, построенная в Кингстон-Лейси, сохранилась до сих пор, сохраняемая Национальным фондом объектов исторического интереса либо природной красоты Великобритании. Семейное захоронение находится в склепе собора города Уимборн (Уимборн-минстер), недалеко от их поместья Кингстон-Лейси. В конце XIX века Бэнксы построили летнюю приморскую резиденцию в Стадленде (Studland) в Дорсете. Господский дом (англ. The manor house) под своим названием является сейчас гостиницей. Большой паб в деревне, посещаемый отдыхающими на пляже, известен как Постоялый двор «Герб Бэнксов» (англ. Bankes Arms Inn).
Семейная церковь Бэнксов, церковь Святого Стефана (St Stephen’s), находится на дальней окраине имения Кингстон-Лейси на холме Пэмпхилл (Pamphill). Вдоль дороги к церкви растут деревья, посаженные в 1846 году. В результате перестройки церкви в XIX веке исчезли находившиеся на её месте разрушавшиеся остатки предшествующей церкви, существовавшей с 1229 года. Нынешняя церковь содержит несколько памятников членам семьи Бэнкс, а также окно и пять скамей (лож, стасидиев), украшенных семейным гербом.

## Члены семьи
Письменные источники первым упоминают Джона Бэнкса (англ. John Bankes), 1569 года рождения, ставшего отцом сэра Джона Бэнкса (Sir John Bankes). Приведем список наиболее известных членов семьи Бэнкс:
- Джон Бэнкс (Sir John Bankes, 1589—1644) был лордом — главным судьей королевского суда общих тяжб (англ. Lord Chief Justice of the Common Pleas) при Карле I и членом Тайного совет. Был женат на прозванной Смелой дамой (англ. Brave Dame, где Dame «дама» — титул жён баронетов) Мэри Бэнкс (Mary Bankes). Они жили в замке Корф до его разрушения в Гражданскую войну.
- Ральф Бэнкс (Sir Ralph Bankes, 1631—1677) был вторым сыном сэра Джона и братом Джерома и Джона. По смерти своих отца и младшего брата имение отошло к нему. Он отвечал за постройку новой семейной резиденции в Кингстон-Лейси. Он был членом парламента (Палаты общин) от округа Корф.
- Джон Бэнкс-старший (англ. John Bankes, 1665—1714), сын сэра Ральфа, женился на леди Маргарет Паркер (англ. Lady Margaret Parker) и был также членом палаты общин от Корфа.
- Генри Бэнкс-старший (англ. Henry Bankes the Elder, 1698—1776), сын Джона Бэнкса, женившийся на Маргарет Уинн (англ. Margaret Wynne), дочери Джона Уинна (John Wynne), епископа Бата и Уэлса (the Bishop of Bath and Wells) и владельца имения Сотон-холл (Soughton Hall) во Флинтшире. По смерти её брата Сотон-холл перешел во владение семьи Бэнкс.
- Генри Бэнкс-младший (англ. Henry Bankes the Younger, 1757—1834) был внуком Джона Бэнкса-второго. Он стал влиятельным членом парламента по округу Корф от партии тори и одним из главных членов попечительского совета Британского музея. Он был близким другом как Питта-младшего, так и герцога Веллингтона. Он приобрел новые земельные участки для семейства, в том числе Уайтмилл (англ. Whitemill) в 1773 году.
- Уильям Джон Бэнкс (William John Bankes, 1786—1855), сын Генри Бэнкса-младшего, который, познакомившись с архитектором Чарльзом Бэрри во время своего Гран-тура в Риме (позднее ставшим сэром Чарльзом Бэрри, прославившимся восстановлением Вестминстерского дворца), расширил Сотон-холл и облицевал Кингстон-Лейси, сделав его таким, каким мы видим его сегодня. Получивший признание как путешественник и искатель приключений, он много ездил на Восток и в Египет, собрав крупнейшую частную коллекцию предметов египетской культуры в мире. Он был в дружеских отношениях с лордом Байроном. Он также был членом парламента от Корфа. Полностью отойти от светской жизни и общественной деятельности до самой смерти его вынудил скандал.
- Уолтер Ральф Бэнкс (англ. Walter Ralph Bankes, 1853—1904) был главой семьи в конце XIX века. Он был отцом Ральфа Бэнкса-второго и завещал средства на оплату семейной церкви Св. Стефана на Пэмпхилле (St Stephen’s Church, Pamphill). Церковь была в итоге построена под руководством его жены Генриетты Бэнкс и его сына (см. ниже).
- Генриетта Бэнкс (англ. Henrietta Bankes, 1867—1953), была хозяйкой имения во время Первой мировой войны. Она помогла превратить большую часть помещений для слуг и надворных построек в госпиталь для возвращавшихся с фронта раненых воинов. Она также разрешила строительство небольшого военного госпиталя, расположившегося на территории имения меньше чем в миле от главной усадьбы. Её не стало в 1953 году.
- Генри Джон Ральф Бэнкс (англ. Henry John Ralph Bankes, 1902—1981) был прапрапрапрапрапраправнуком сэра Джона Бэнкса (Sir John Bankes). Он вступил во владение усадьбой Кингстон-Лейси, когда ему исполнился 21 год, в 1923 году. У него было две сестры, Дафна (1898—1967, не состояла в браке) и Виола (1900—?). Он женился в 1935 году на Хилари Маргарет Стрикланд-Констебль (англ. Hilary Margaret Strickland-Constable, 1908—1966), и у них было двое детей: сын Джон (John, 1937—1996) и дочь Мэри (Mary, 1940—). По своей смерти он завещал Кингстон-Лейси и замок Корф Национальному фонду, и этот дар стал крупнейшим в истории фонда.

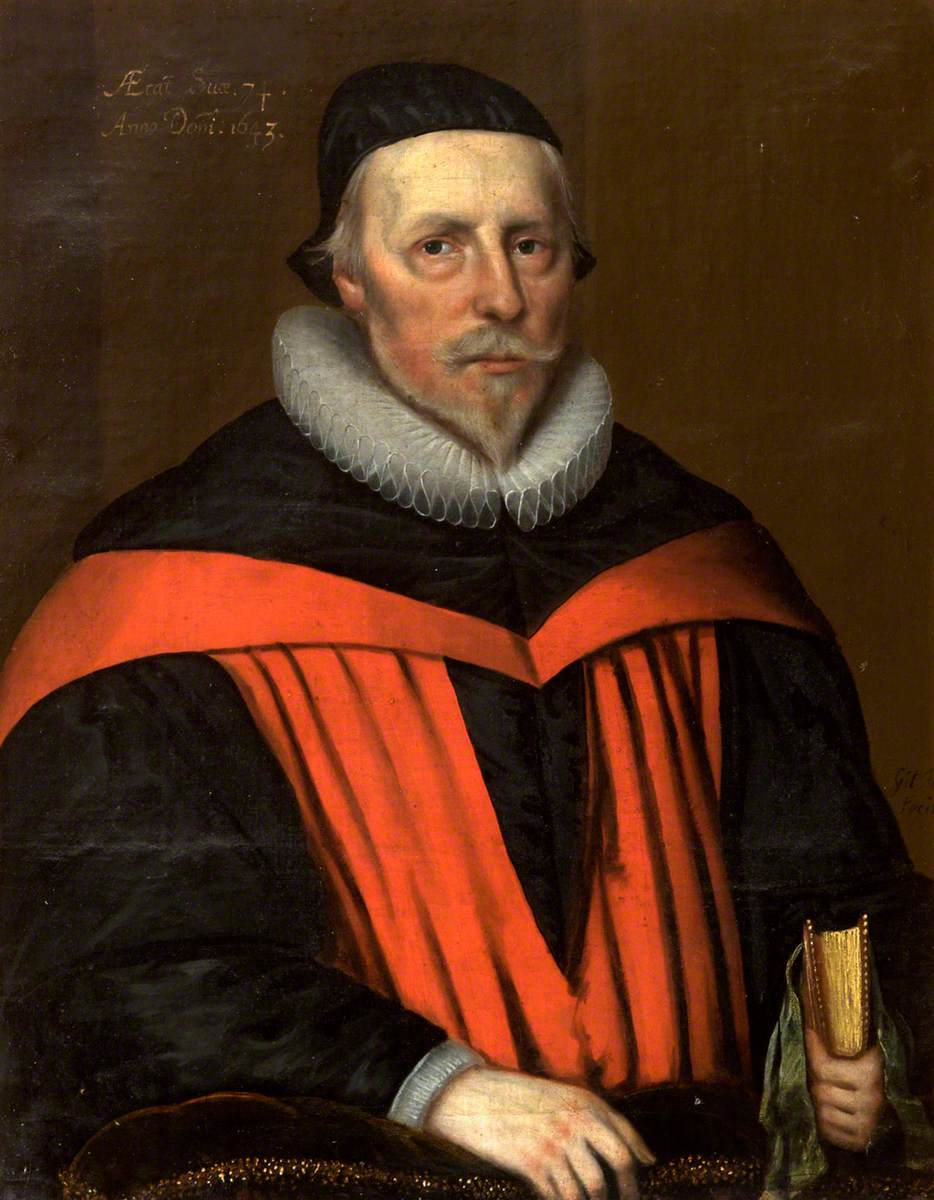
Д-р Джон Бэнкс (р. 1569), портрет работы Гилберта Джексона, 1643 г.
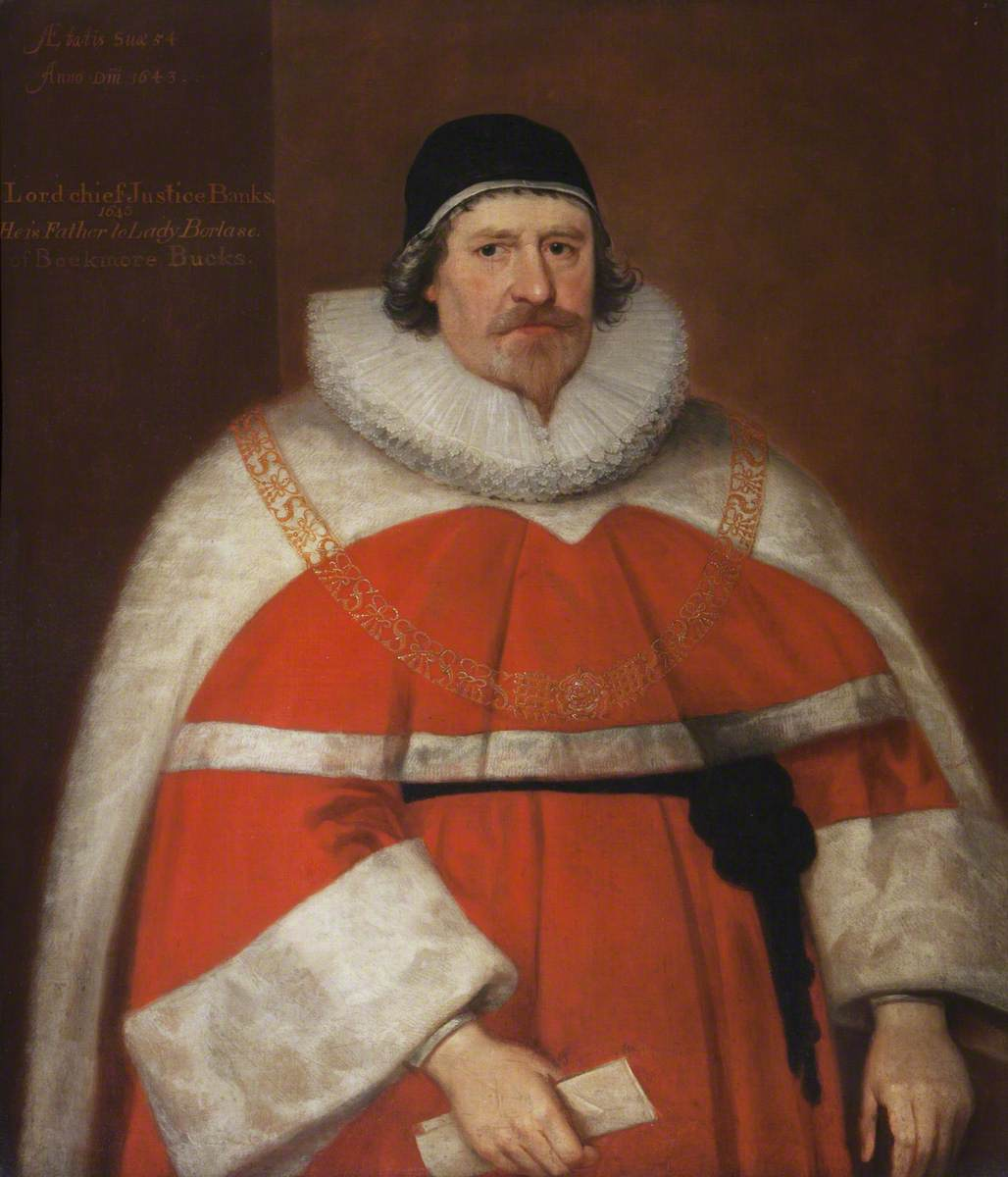
Сэр Джон Бэнкс (1589-1644), портрет работы Гилберта Джексона, 1643 г.
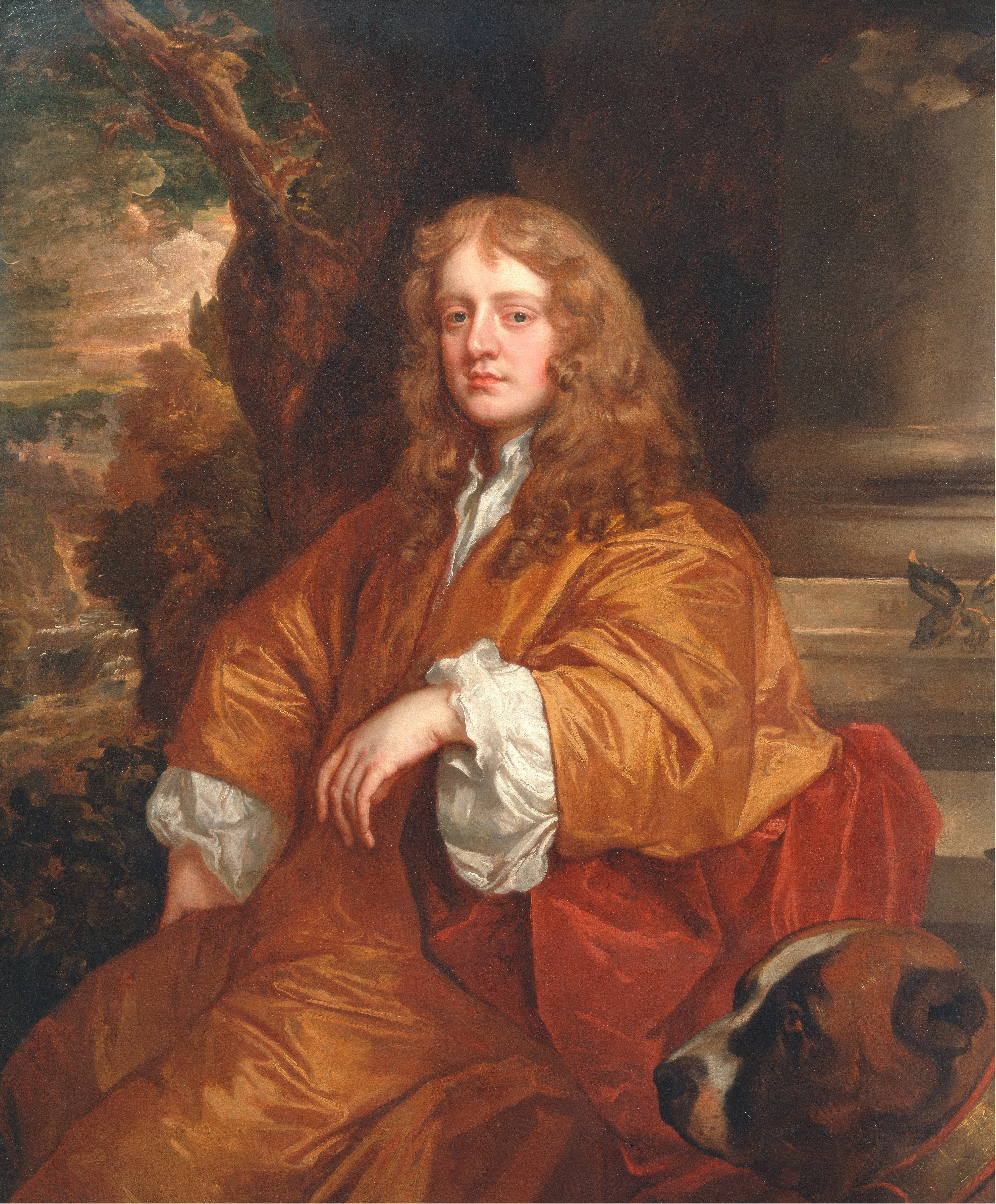
Сэр Ральф Бэнкс (1631-1677), портрет работы сэра Питера Лели, около 1655 г.
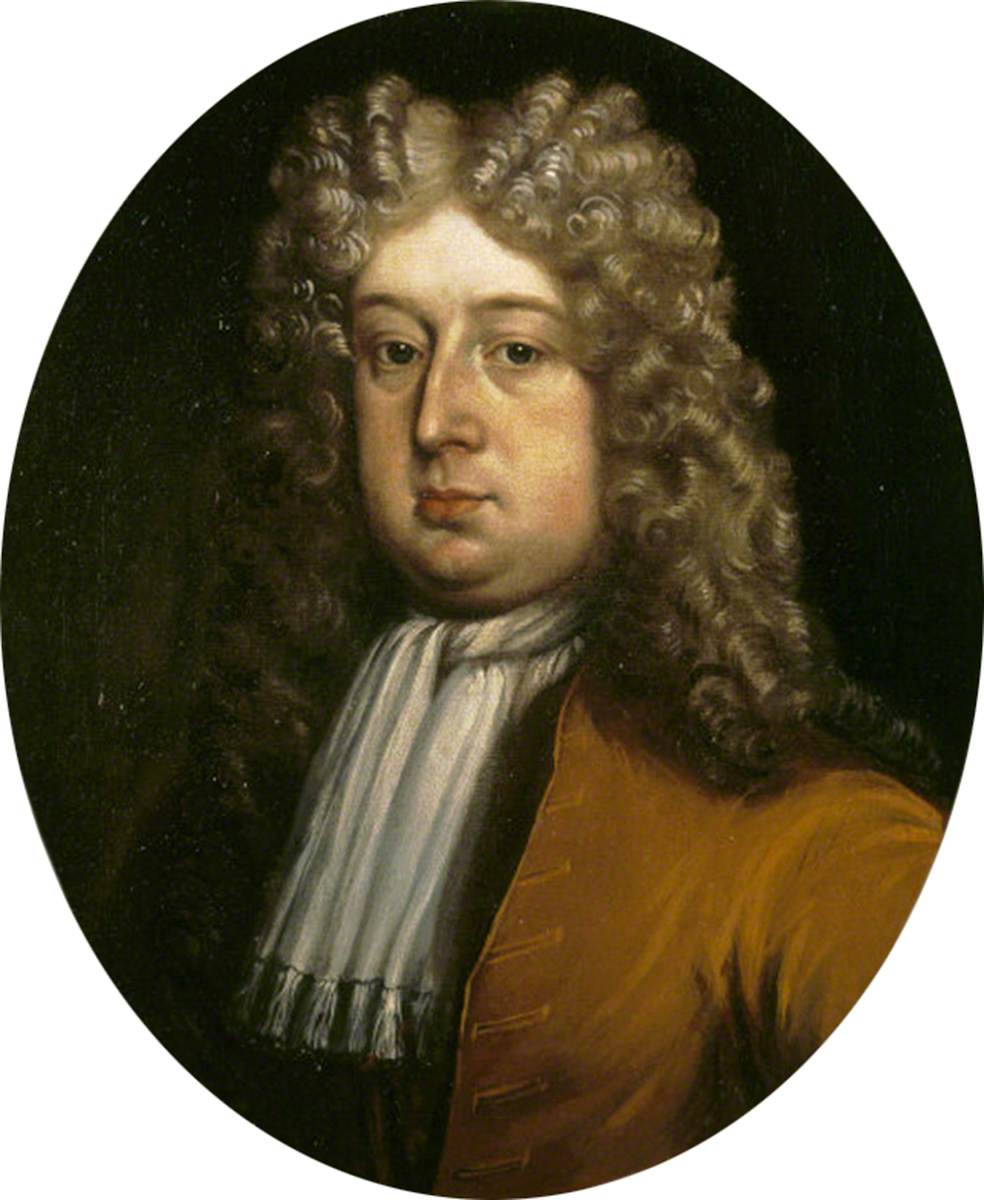
Сэр Джон Бэнкс (1665-1714), портрет работы Уильяма Ридера, 1702 г.
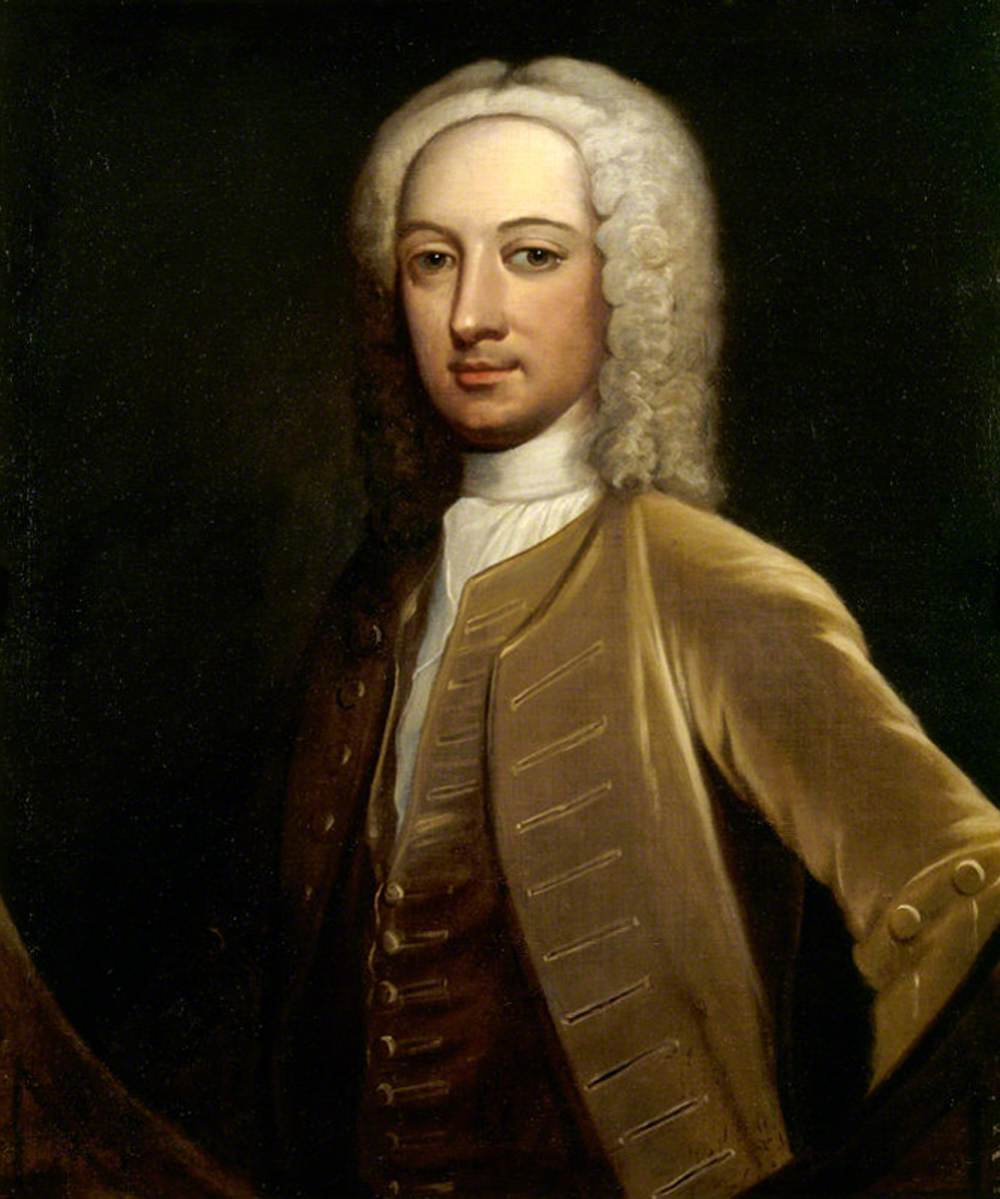
Сэр Генри Бэнкс (1698–1776), портрет работы Джорджа Доудни, 1734 г.
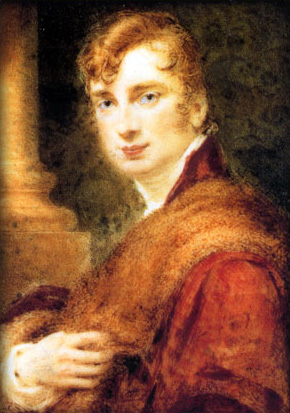
Уильям Джон Бэнкс (1786-1855), портрет работы Джорджа Сандерса, 1812 г.

## Геральдические символы
Геральдическими символами герба семейства Бэнксов из Кингстон-Лейси являются «На черном поле, крест иззубренный горностаевого меха меж четырьмя лилиями золотого цвета». Это бризурованная версия герба XIV века семейства Бэнк (Банк) из Бэнк-Ньютона в Крейвене (англ. Bank of Bank Newton) в Западном Райдинге Йоркшира, имевшего описание «На черном поле, крест золотой между четырьмя серебряными лилиями»/